# Personico
Personico est une commune suisse du canton du Tessin, située dans le district de Léventine.